# Angrit
Angrit je vrsta meteorita iz skupine ahondritov. 

Angriti so kemično in mineraloško zelo nanavadni meteoriti. Ime imajo po prvem znanem angritu Angra dos Reis, ki je padel na Zemljo leta 1896 pri Rio de Janeiru v Braziliji. Naslednji angrit so našli šele leta 1986 na Antarktiki (meteorit LEW86010). Pozneje so seveda našli še nekaj meteoritov te vrste.
Angriti vsebujejo piroksen, olivin in plagioklaz. Njihovo starost ocenjujejo na 4,56 milijard let
Kristalizirali pa so iz staljene bazaltne mase okoli 11 milijonov let po kondenzaciji oblaka medzvezdnega prahu (meglice) iz katere je pozneje nastalo Sonce. Dolgo so bili prepričani, da je starševsko telo asteroid 4 Vesta. Vendar zaradi velike starosti in drugih razlik verjetno ta asteroid ni starševsko telo angritov.
V meteoritu D’Orbigny so našli tudi delce stekla, česar niso opazili v drugih angritih.